# Galassia oscura
Una galassia oscura è un oggetto delle dimensioni di una galassia che contiene pochissime o nessuna stella (da cui il suo nome); legata assieme dalla materia oscura, può anche contenere gas e polveri. Non si conoscono galassie oscure con al centro buchi neri.

## Candidate
Segue 1

### HE0450-2958
HE0450-2958 è un quasar insolito, dato che sembra non essere ospitato in nessuna galassia. Si è suggerito che potrebbe trattarsi di una galassia oscura in cui è diventato attivo un quasar; tuttavia delle osservazioni successive hanno rilevato che probabilmente esiste una normale galassia ospitante il fenomeno.

### HVC 127-41-330
HVC 127-41-330 è una nube ad alta velocità compresa fra la Galassia di Andromeda e quella del Triangolo.

### VIRGOHI21
La scoperta di VIRGOHI21 è stata annunciata nel febbraio del 2005 e fu il primo valido esempio di galassia oscura; si è scoperto che osservandola alla lunghezza d'onda dei 21cm emette onde radio dell'idrogeno.